# Adam Freeman-Pask
Adam Freeman-Pask (ur. 19 czerwca 1985 w Windsor) – brytyjski wioślarz.

## Osiągnięcia
- Mistrzostwa Świata U-23 – Hazewinkel 2006 – jedynka wagi lekkiej – 5. miejsce[1].
- Mistrzostwa Świata U-23 – Glasgow 2007 – czwórka podwójna wagi lekkiej – 5. miejsce[1].
- Mistrzostwa Eutopy – Poznań 2007 – dwójka podwójna wagi lekkiej – 7. miejsce[1].
- Mistrzostwa Świata – Linz 2008 – jedynka wagi lekkiej – 13. miejsce[1].
- Mistrzostwa Świata – Poznań 2009 – jedynka wagi lekkiej – 8. miejsce[1].